# Паскуаль, Мерседес
Мерседес Паскуаль Акунья (исп. Mercedes Pascual Acuña) (25 декабря 1930, Мадрид, Испания — 9 июня 2019, Мехико, Мексика) — мексиканская актриса испанского происхождения, ученица Андреса Солера и Секи Сано.

## Биография
Родилась 25 декабря 1930 года в Мадриде в семье Федерико Паскуаля дель Ронкаля и Кармен Акуньи. Также имела двух братьев Карлоса и Луиса. В 1940 году переехала в Мехико вместе со своими родителями и братьями Карлосом и Луисом. Папа будущей актрисы, Федерико Паскуаль дель Ронкаль был врачом-психиатром Университета Сантьяго-де-Компостела и специалистом по детской психиатрии, а также руководителем отдела психиатрии и психической гигиены Министерства здравоохранения, который также сотрудничал с Институтом мозга в Москве, был направлен на работу в Мехико — был принят в члены Палаты Испании, а также был принят в должности профессора Национального автономного университета Мексики и руководителем психиатрической службы Медико-педагогического института Мексики в связи с началом Гражданской войны в Испании.
Будущая актриса и её семья покидают Испанию на борту корабля Sinaia .. Обосновавшись в Мехико, будущая актриса начала посещать уроки балета, участвуя в «Современном балете изящных искусств» и «Оперном балете изящных искусств».
Позже будущая актриса училась актерскому мастерству у актёра Секи Сано, а также в театральной академии Андреса Солера. В мексиканском театре дебютировала в 1952 году, а в кинематографе в 1954 году и снялась в 41 работах в кино и телесериалах. В 1953 году она стала гражданкой Мексики. Снялась в одном из первых мексиканских телесериалов «Моя жена разводится».
В последний раз актриса снялась в телесериале «Императрица», где она сыграла донью Леонор Бустаманте.
Скончалась 9 июня 2019 года в Мехико.

## Личная жизнь
Мерседес Паскуаль была замужем дважды.
- Первым супругом актрисы был актёр Клаудио Брук. В этом браке родилась будущая актриса Клаудия Брук. Этот брак кончился разводом.
- Вторым супругом актрисы был дипломат Виктор Флорес Олеа. В этом браке родилась будущая актриса Мерседес Олеа (1966). Брак просуществовал до смерти актрисы.

## Фильмография

### Телесериалы
- 1959 — Моя жена разводится
- 1963 — Три лица женщин
- 1966 — Боль любви
- 1974 — Чудесный источник
- 1977 — Я не просил жить — Сара.
- 1978 —
  - Вивиана — Белина.
  - Людские слёзы — Карлота.
- 1986 — Девчонка
- 1986-87 — Волчье логово — Ирис Ван Ден Сандт де де ла Фуэнте.
- 1987 — Общество скупцов — Росарио.
- 1988-90 — Отмеченное время — Клара.
- 1989-90 — Просто Мария — Констанца де Пеньяльберт.
- 1989-91 — Тереза — Энрикьета Мартинес.
- 1990 — Сила любви — Кристина.
- 1991 — Девчушки — Берта, вдова де Ортега.
- 1995-96 — Семейный портрет[англ.] — Леонарда «Нарда» Негрете.
- 1996 — Зажжёный факел — Пилар.
- 1998 —
  - Детвора — Карлота Моран.
  - Искушение — Генероса.
- 1999 — Кандидат — Каталина Аустин.
- 2000 — Мы дружны — Магдалена.
- 2004-05 — Наследница — Мама Джованы.
- 2004-06 — Семейство Санчес — Мерседес Лосада.
- 2006 —
  - Любовь без условий — Пруденсия.
  - Моя секретная любовь
- 2007 — Пока проходит жизнь
- 2011 — Императрица — Леонор Бустаманте.

### Фильмы
- 1954 — Ценность жизни (первая роль в кино)
- 1960 — Скелет сеньоры Моралес — Лурдитас Мендиолеа.
- 1963 — Троянки
- 1969 — Преследуйте их и... поймайте! — Подруга Леди Руби.
- 1986 — Я люблю тебя, Каталина — Бабушка.
- 1987 —
  - Портрет Анабеллы
  - Прекрасная семья
- 1988 — Старая мораль — Ангустинас.
- 1989 — Молодые правонарушители
- 1992 — Огненный ангел — Хосефина.
- 1994 — Как невеста — Бабушка Сол.
- 1996 — Кориандр и петрушка — Адела.
- 1999 — Голубь Марселя
- 2005 — Дочери своей матери: Буэнростро — Таис.

## Театральные работы
- 1952 — Петля, Патрик Гамильтон (первая театральная работа)
- 1953 —
  - Елена, или радость жизни, Андре Руссена и Мадлен Грей
  - Кухня ангелов, Альберто Хассон
- 1954 —
  - В полумраке трое, Мигель Михур
  - «Прогулка с дьяволом», Гвидо Кантини
- 1956 —
  - Пепельная среда, Луис Г. Басурто
  - Три моих любовника, Альфонсо Анайя
- 1958 — «Вор-мошенник», Джек Попплуэлла
- 1959 — Зеленая кровь
- 1962 — Тезей, Эмилио Карбаллидо
- 1963 —
  - Антигона, Бертольд Брехт
  - Троянские женщины, Еврипид
- 1964 — Медея, Еврипид
- 1965 — Буржуа-джентльмен, Мольер
- 1966 — Лукреция, Жан Жироду
- 1968 —
  - Медуза, Эмилио Карбальидо
  - Селестина, Фернандо де Рохас
- 1972 — Как пожелаете мне, Луиджи Пиранделло
- 1974 — Служанки, Жан Жене
- 1978 — Какой грозный бордель, Эжен Ионеско
- 1979 — Мудрые женщины, Мольер
- 1982 —
  - Одинокий крокодил пантеона рококо, Уго Аргуэльес
  - Одноглазый человек — король, Карлос Фуэнтес
- 1983 — В раздевалке
- 1984 — Мой брат Федерико, Синклер Бейлс и Иви Гарратт
- 1988 — Не забывай меня в декабре, Алан Эйкборн